# NGC 5329
NGC 5329 é uma galáxia elíptica (E) localizada na direcção da constelação de Virgo. Possui uma declinação de +02° 19' 32" e uma ascensão recta de 13 horas, 52 minutos e 10,0 segundos.
A galáxia NGC 5329 foi descoberta em 30 de Abril de 1786 por William Herschel.